# Hans-Albrecht Freye

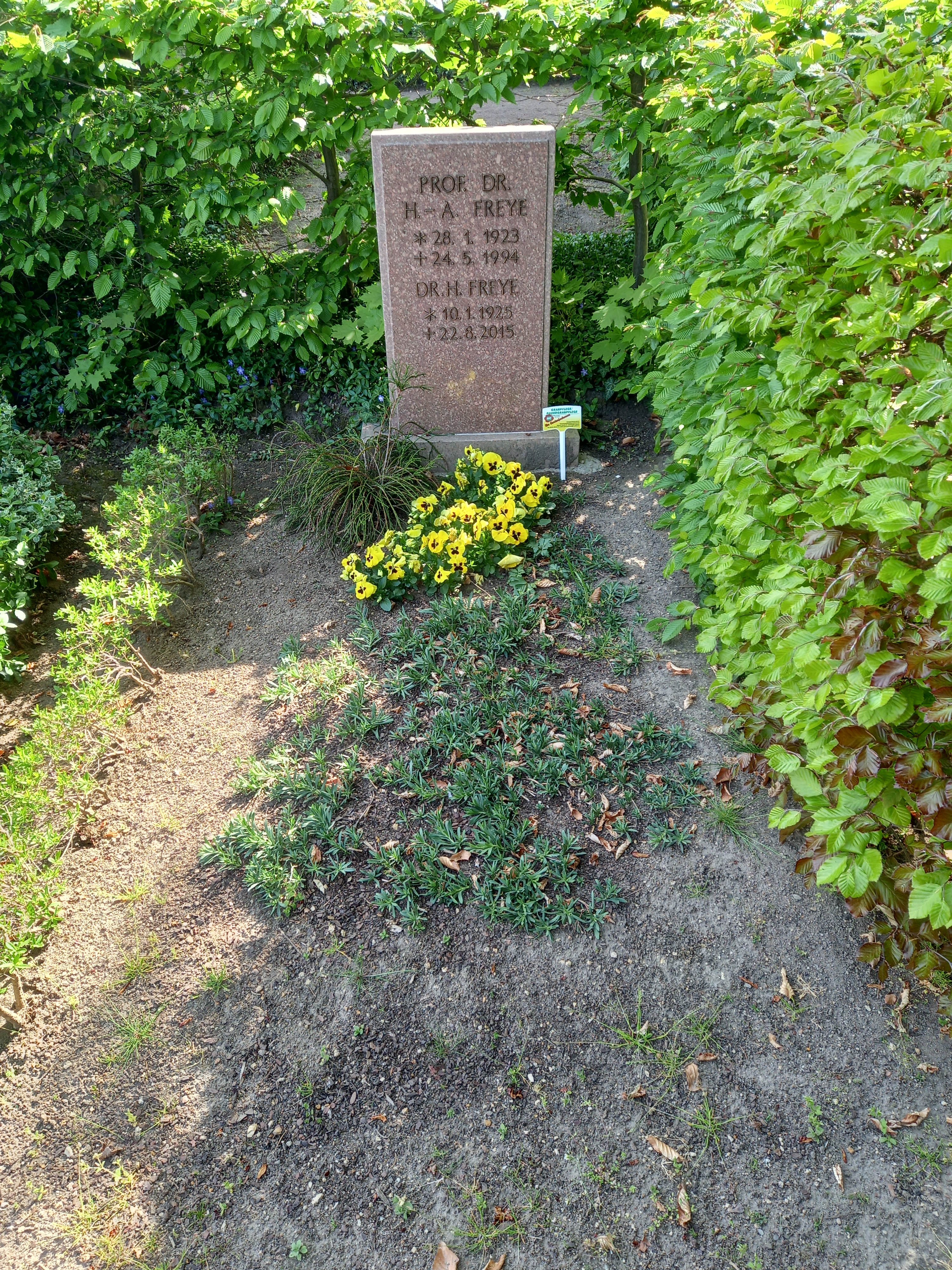
Das Grab von Hans-Albrecht Freye und seiner Ehefrau Hedwig geborene Zumpfe auf dem Friedhof Kröllwitz in Halle

Hans-Albrecht Freye (* 28. Januar 1923 in Aschersleben; † 24. Mai 1994 in Halle (Saale)) war ein deutscher Zoologe und Genetiker.

## Leben
Hans-Albrecht Freye, zweites Kind des Lehrers Karl Freye, besuchte das Gymnasium in Magdeburg, das er 1941 mit dem Abitur abschloss. Nach Reichsarbeitsdienst, Wehrmacht und Kriegsgefangenschaft studierte er ab 1946 Biologie und Chemie an der Martin-Luther-Universität Halle-Wittenberg. Im Jahre 1950 heiratete er die aus Böhmisch Leipa stammende Biologie-Studentin Hedwig Zumpfe (1925–2015). Hedwig Freye arbeitete zunächst über das Mittelohr der Vögel, dann an Hausmäusen und verteidigte 1954 ihre Dissertation. Anschließend wechselte sie für weitere Arbeiten zur Anatomie von Hausmäusen zu Paula Hertwig in die medizinische Fakultät.
Hans-Albrecht Freye schloss das Studium mit dem Staatsexamen ab, war ab 1950 Dozent an der Arbeiter-und-Bauern-Fakultät, später Aspirant und Assistent am Zoologischen Institut der Universität. Nach Dissertation 1954 und Habilitation 1958 wurde Freye Dozent an der Martin-Luther-Universität. Seit 1959 war er als Nachfolger der im gleichen Jahr emeritierten Paula Hertwig Direktor des biologischen Instituts der medizinischen Fakultät und wurde 1961 zum Professor berufen. 1964 bis 1966 war Freye Prodekan und danach bis 1970 Dekan der Medizinischen Fakultät.
1988 wurde Freye emeritiert und ging nach der politischen Wende in die Politik. Er wechselte von der LDPD in die FDP und war von November 1990 bis zu seinem Tode Staatssekretär im Land Sachsen-Anhalt, zunächst im Ministerium für Bildung, Wissenschaft und Kultur und ab Juli 1991 im Ministerium für Wissenschaft und Forschung. Seine Dienstzeit umfasste das Kabinett Gies, das Kabinett Münch und das Kabinett Bergner.
Hans-Albrecht Freye wurde 1971 Mitglied der Deutschen Akademie der Naturforscher Leopoldina. Seit 1973 war er Sekretär der mathematisch-naturwissenschaftlichen Abteilung der Leopoldina und ab 1978 deren Generalsekretär. 1993 erhielt er die Verdienst-Medaille der Leopoldina. Im selben Jahr wurde er korrespondierendes Mitglied der Heidelberger Akademie der Wissenschaften.

## Politische Wirkung
Seine Arbeit als Staatssekretär nach der Wende, bei der es zu Entlassungen im Hochschulbereich des Landes Sachsen-Anhalt kam, war umstritten. Einerseits sah man ihn als wichtigen Hochschulreformer. Andererseits wurden ihm sein früheres Wirken als Dekan der Universität Halle und die Mitgliedschaft in der Blockpartei LDPD (Liberal-Demokratische Partei Deutschlands) als Systemnähe zur Last gelegt. Allerdings wurde auch die in diesem Zusammenhang angeführte, 1983 erfolgte Verleihung des Vaterländischen Verdienstordens der DDR nach einer Untersuchung im Jahr 1993 als rein wissenschaftlich begründet bestätigt.